# کتی هدی
کتی هدی (به انگلیسی: Kathy Heddy) (زادهٔ ۴ فوریهٔ ۱۹۵۸) شناگر اهل ایالات متحده آمریکا است.